# Les jeux des anges
Les jeux des anges è un cortometraggio animato del 1964 diretto da Walerian Borowczyk.
Il cortometraggio mostra l'orrore di un campo di concentramento immaginario dove degli esseri alati (gli angeli del titolo) vengono torturati e sterminati nei modi più violenti e assurdi da macchinari inquietanti.